# Lnozawoda (rejon rudniański)
Lnozawoda (ros. Льнозавода, Посёлок Льнозавода) – osiedle typu wiejskiego w zachodniej Rosji, w osiedlu wiejskim Ponizowskoje rejonu rudniańskiego w obwodzie smoleńskim.

## Geografia
Miejscowość położona jest przy drodze regionalnej 66K-30 (Diemidow – Zaozierje), 2 km od centrum administracyjnego osiedla wiejskiego (sieło Ponizowje), 35,5 km od centrum administracyjnego rejonu (Rudnia), 80,5 km od Smoleńska.

## Demografia
W 2010 r. miejscowość liczyła sobie 36 mieszkańców.